# У-вей
У-вей (кит. трад. 無為, спр. 无为, піньїнь: wu wei) — часто перекладається як «недіяння», хоча правильніше — «немотивованість». Одна з головних категорій даосизму та чань.
Головна якість У-Вей — відсутність егоїстичної мотивації дій. Така не-дія відбувається у злагоді із всесвітнім шляхом всіх речей Дао, не містить насильства, помилки або власної користі. У-Вей спирається на силу Де, стан просвітленої свідомості, в традиції Чань — буддовості, що є істинною природою свідомості. Категорія, протилежна У-Вей — Вей, цілеспрямована дія.
Приклади У-Вей — володіння зброєю або будь-яким знаряддям праці, мистецтвом тощо, коли відсутні будь-які проміжні зусилля з боку митця у виконанні справи. Це — безпомилкова досконалість. Суб'єкт та об'єкт в такій не-дії зливаються, двоїстість зникає.
В монастирях традиції Чань практика У-Вей слугувала методом досягнення просвітлення, дисципліни розуму та тіла. Виконання абсурдних дій, напр. підмітання лозинкою двору, було підставою для зникнення его-мотивації дій та сприйняття світу як такого, позбавленого двоїстості, поділу речей і явищ на позитивні та негативні, добрі та злі, корисні та некорисні.
Отже, невірно називати У-Вей пасивністю. Це активність, але зі зміненим вектором, спрямована на внутрішній стан людини. Вона дозволяє вилучити життєву енергію ці з примарного світу его та спрямувати її на духовне зростання.

## Практика
У процесі того, як людина зменшує діяння — тут під діянням розуміються ті дії і вчинки, які людина вчиняє для добробуту усіх або для того, щоб поліпшити світ — людина зменшує усі ті дії, що було вчинено проти Дао, яка являє собою вічно чинну природну гармонію. Коли людина починає практикувати Дао, вона починає співіснувати у гармонії із Дао і, згідно з даоським філософом Чжуан-цзи, досягає стану мінг або 'чистого бачення'. Саме в цьому стані мінг даос перебуває у повній гармонії із Дао і прибувши до цієї невидимої точки, немає нічого незакінченного. Лише по досягненню цього китайського еквівалента просвітлення, мудрець починає перебувати у вей-ву-вей, тобто діянні без діяння. Таким чином, мудрець зможе вершити у гармонії із Дао те, що має бути звершено, і вершачи у повній гармонії із Дао, не залишити жодного сліду цієї діяльності.